# Klemi Saban
Klemi Saban (in ebraico קלמי סבן‎?; Natanya, 17 febbraio 1980) è un ex calciatore israeliano, di ruolo difensore.

## Carriera

### Club
Ha sempre giocato in patria tranne un'esperienza in Romania con la Steaua Bucarest nella stagione 2006-2007.

### Nazionale
Dal 2004 al 2010 ha giocato 25 partite con la nazionale israeliana.

## Palmarès

### Club

#### Competizioni nazionali
- Campionato israeliano: 1

Maccabi Haifa: 2005-2006
- Coppa di Lega israeliana: 1

Maccabi Haifa: 2005-2006
- Supercoppa di Romania: 1

Steaua Bucarest: 2006
- Coppa d'Israele: 2

Hapoel Tel Aviv: 2010-2011, 2011-2012